# Oligia meretricularufa
Oligia meretricularufa är en fjärilsart som beskrevs av Heydemann 1942. Oligia meretricularufa ingår i släktet Oligia och familjen nattflyn. Inga underarter finns listade i Catalogue of Life.